# Kỹ thuật hệ thống

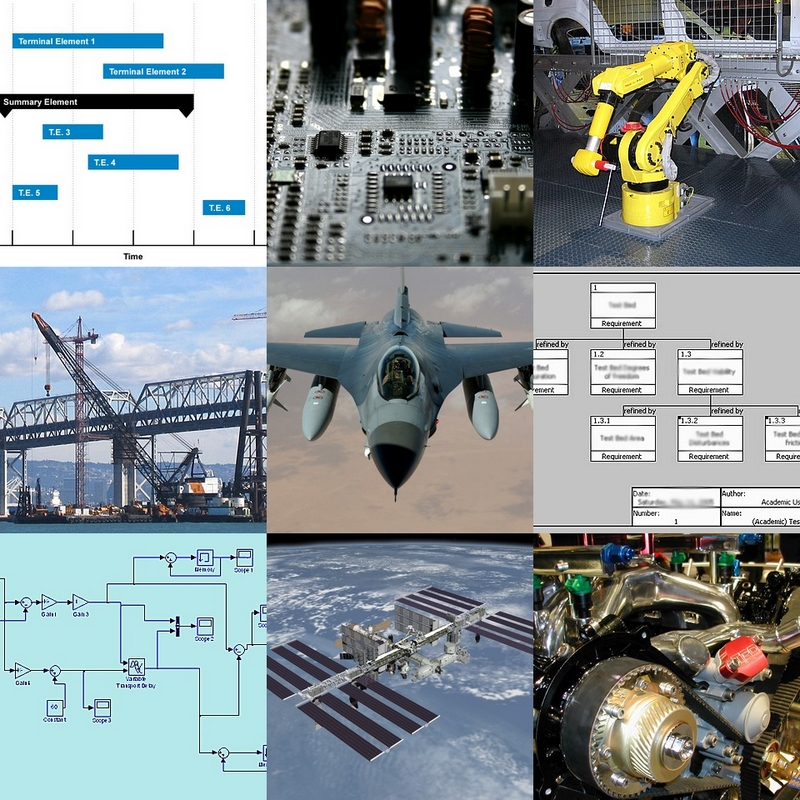
Kỹ thuật hệ thống được áp dụng trong các hệ thống phức tạp: Thiết kế tàu vũ trụ, Thiết kế chip máy tính, Rô bốt, Phần mềm tích hợp, xây dựng cầu đường. Kỹ thuật hệ thống sử dụng tập hợp các công cụ như: mô hình hoá và mô phỏng, đánh giá yêu cầu, và lập kế hoạch để quản lý hệ thống phức tạp.

Kỹ thuật hệ thống (tiếng Anh: System engineering) là ngành bao hàm các lĩnh vực kỹ thuật và kỹ thuật quản lý tập trung vào việc làm thế nào để có thể thiết kế và quản lý một hệ thống phức tạp trong suốt vòng đời của nó. Cốt lõi của kỹ thuật hệ thống là tận dụng các nguyên lý của tư duy hệ thống để tổ chức tổ hợp tri thức đó. Các vấn đề như  điều kiện kỹ thuật, độ tin cậy, hậu cần, điều phối các nhóm khác nhau, kiểm tra và đánh giá, bảo trì và nhiều lĩnh vực khác là cơ sở cần thiết để thành công phát triển hệ thống, thiết kế, cải tiến, và rỡ bỏ, đã trở nên khó khăn hơn khi  làm việc với một hệ thống lớn hoặc phức tạp. Kỹ thuật hệ thống giải quyết các vấn đề trong quá trình làm việc, các phương pháp tối ưu, và công cụ quản lý rủi ro trong hệ thống đó. Nó gối lên các lĩnh vực kỹ thuật và quản lý con người như: kỹ thuật công nghiệp, kỹ thuật cơ khí, kỹ thuật sản xuất, kỹ thuật điều khiển, kỹ thuật phần mềm, kỹ thuật điện, phỏng sinh học, khoa học quản lý, kỹ thuật quản lý và quản lý dự án. Kỹ thuật hệ thống đảm bảo tất cả các thành phần của dự án và hệ thống sẽ được cân nhắc, và được tích hợp trong toàn thể.
Quá trình trong kỹ thuật hệ thống là một quá trình khám phá nó hoàn toàn khác với quá trình sản xuất. Một quá trình sản xuất tập trung vào những hoạt động lặp đi lặp lại sao cho đầu ra đạt được chất lượng cao nhất với chi phí thấp nhất. Trong khi quá trình kỹ thuật hệ thống bắt đầu bởi việc khám phá những vấn đề thực tế cần phải giải quết, và xác định khả năng cao nhất hoặc ảnh hưởng lớn nhất mà các sự cố có thể gây ra - kỹ thuật hệ thống bao gồm việc tìm kiếm những giải pháp khéo léo để giải quyết những vấn đề này.

## Lịch sử

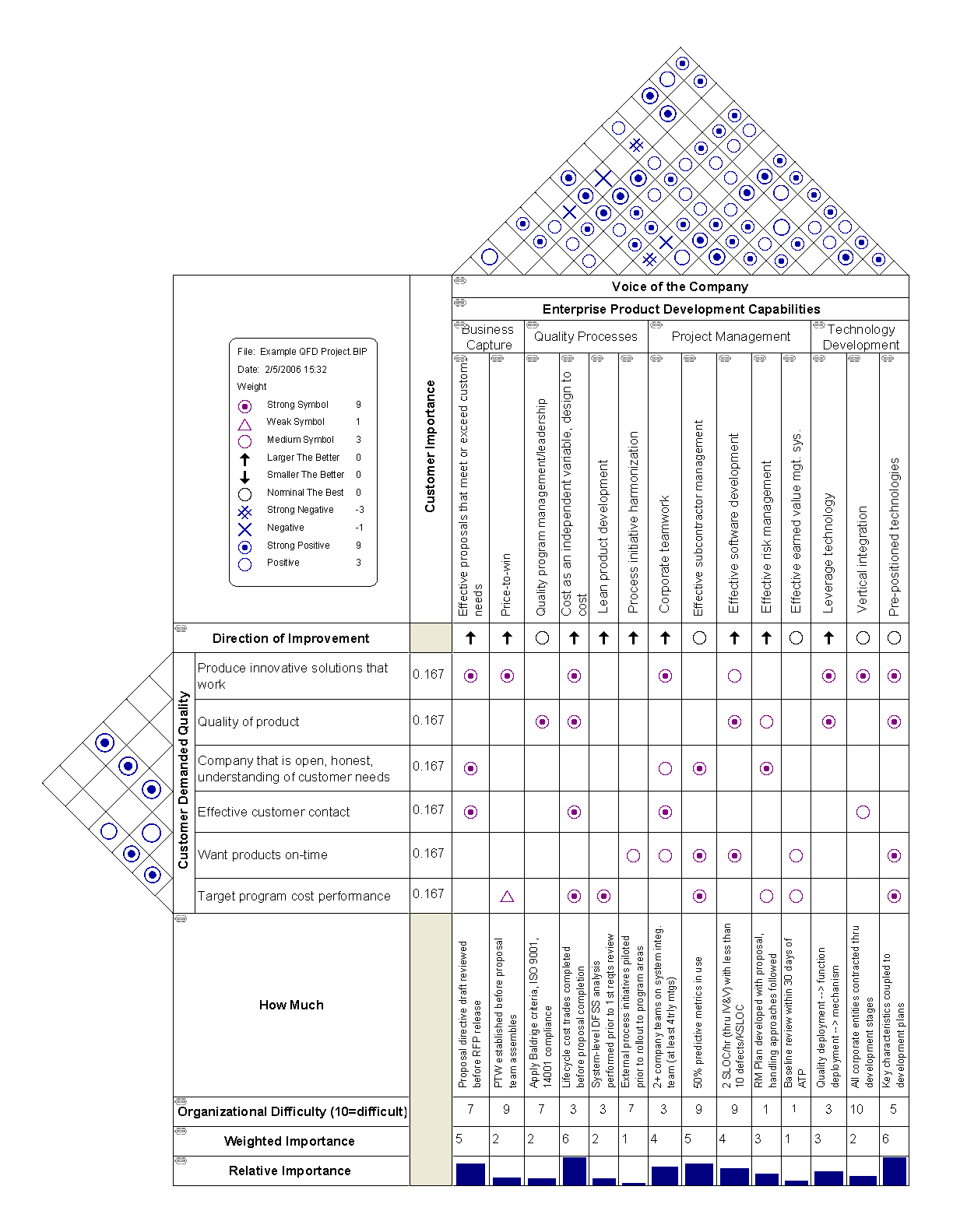
QFD Nhà chất Lượng cho Quá Trình Phát triển Sản Phẩm Doanh nghiệp

Khái niệm kỹ thuật hệ thống có thể được bắt nguồn từ phòng thí nghiệm Bell Telephone Laboratories vào những năm 1940s. Với sự cần thiết của việc phát hiện và chi phối những đặc tính của hệ thống trong cách nhìn toàn thể đối với hệ thống, đó là những đặc tính trong những dự án kỹ thuật phức tạp có thể có sự khác biệt lớn đối với những đặc tính thành phần, đã tạo động lực cho nhiều ngành công nghiệp khác nhau, đặc biệt là những hệ thống được phát triển cho Quân đội Mỹ, để áp dụng lĩnh vực này 
Khi không còn có thể trông cậy vào sự tiến triển trong quá trình thiết kế để cải thiện hệ thống ở trên và những công cụ có sẵn không còn thích hợp để thỏa mãn yêu cầu ngày cang tăng cao, một phương pháp mới đã được phát triển theo hường tiếp cận sự phức tạp của hệ thống một cách trực tiếp. Sự tiến hóa liên tục của ngành kỹ thuật hệ thống bao gồm quá trình phát triển và nhận dạng của những phương pháp mới và kỹ thuật mô hình hóa. Những phương pháp đó hỗ trợ cho việc lĩnh hội và thiết kế và sự phát triển trong việc điều khiển những hệ thống kỹ thuật khi nó trở nên ngày càng phức tạp. Một số công cụ phổ biến đã được phát triển trong giai đoạn này là: USL, UML, QFD và IDEF0.
Trong năm 1990, một cộng đồng chuyên gia trong lĩnh vực kỹ thuật hệ thống, Hội đồng quốc gia về kỹ thuật hệ thống (INCOSE); đã được thành lập bởi các đại diện đến từ nhiều tập đoàn và tổ chức tại Mỹ. Việc thành lập NCOSE đã chỉ ra sự cần thiết trong việc cải thiện việc giáo dục và thực hành kỹ thuật hệ thống. Với sự tăng trưởng về số lượng kỹ sư hệ thống bên ngoài nước Mỹ tham gia., vào năm 1995 tên của tổ chức đã được đổi thành Hội đồng quốc tế về kỹ thuật hệ thống (INCOSE). Các trường đại học tại một vài quốc gia đã cung cấp chương trình đào tạo về kỹ thuật hệ thống, và cũng đã có sẵn lựa chọn đào tạo liên thông cho các kỹ sư thực hành.
Kỹ thuật hệ thống chỉ là một phương pháp tiếp cận, và gần đây đã trở thành một ngành kỹ thuật. Mục đích của việc giáo dục kỹ thuật hệ thống là để định hình một số cách tiếp cận và cách làm đơn giản và cách làm như vậy, phát hiện những phương pháp mới và cơ hội nghiên cứu tương tự như thế xảy ra ở trong các lĩnh vực kỹ thuật khác. Với hình thức là một cách tiếp cận, kỹ thuật hệ thống đem lại một cách nhìn toàn diện và mang tính liên ngành.

### Quản lý sự phức tạp

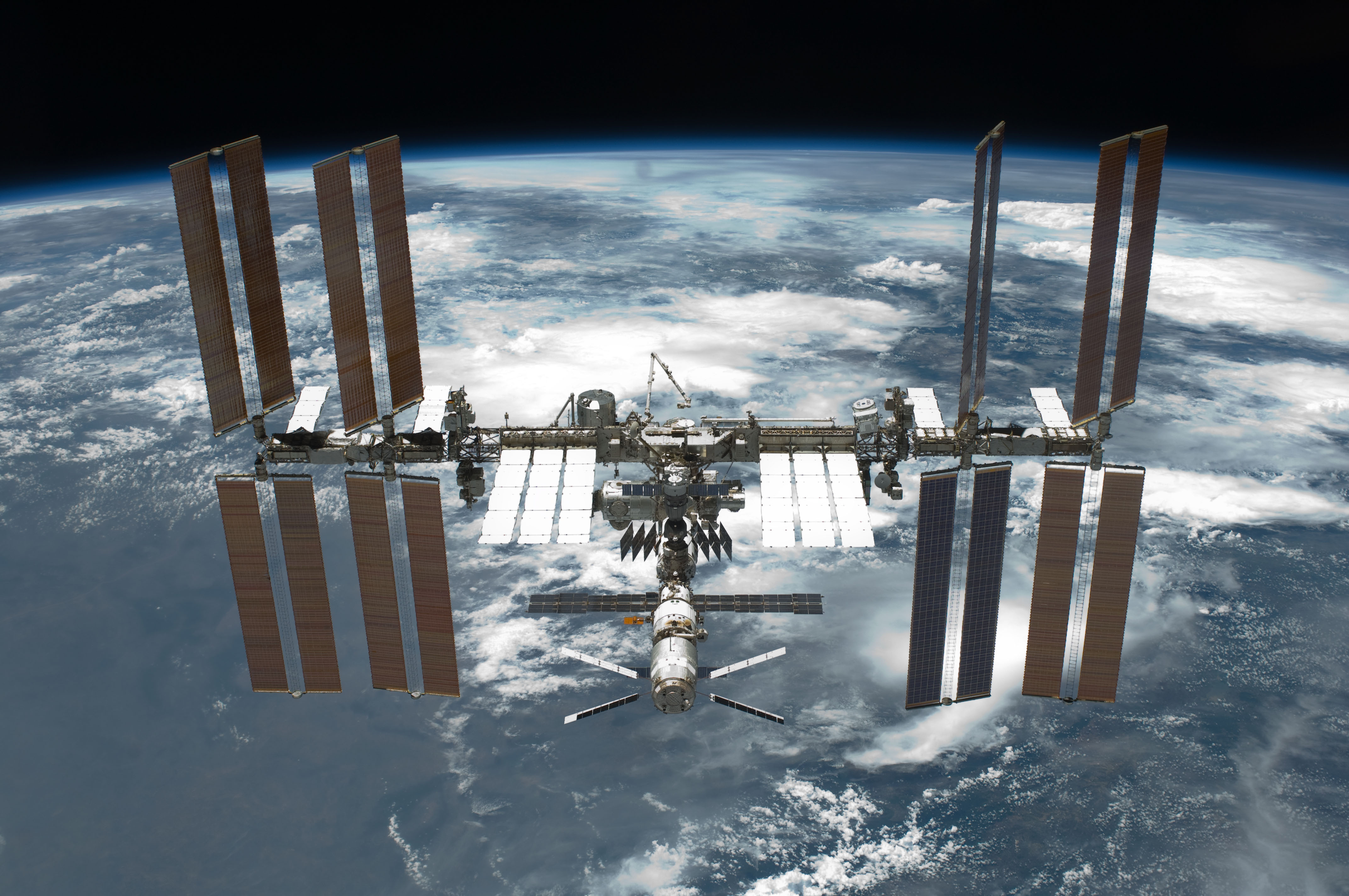
Trạm vũ trụ quốc tế là một ví dụ cho một hệ thống lớn phức tạp cần có sự tham gia của Kỹ thuật hệ thống.

### Phạm vi

Phạm vi của hững hoạt động kỹ thuật hệ thống